# つばきファクトリーの「今夜だけ浮かレディオ」
『つばきファクトリーの「今夜だけ浮かレディオ」』（つばきファクトリーの　こんやだけうかレディオ）は、2022年4月2日からRKB毎日放送（RKBラジオ）で放送されているトーク番組である。

## 番組概要
ハロー!プロジェクトのグループ、つばきファクトリーの冠ラジオ番組。2024年4月よりGIRLS☆PUNCHの木曜日を担当している。
前番組の「鈴木愛理 あいりまにあRadio」と同様に、RKBラジオの東京支社で収録されている。
メンバーは2回放送分（2週）ごとに、3人ずつ交代して出演している。

## 現在の放送時間
- 本放送 木曜日 23:30 - 翌0:00（JST。2024年4月4日 - ）[3]

## 過去の放送時間
- 本放送 日曜日 1:30 - 2:00[1]（JST。2022年4月2日 - 2024年3月31日）

## パーソナリティ
- つばきファクトリー

## 現在のコーナー
放送するコーナーは番組内で回すルーレットによって決める。

①～③　フリートーク
- メンバーの近況を話すコーナー

④　お菓⼦な⼩部屋
- リスナーの皆さんから教えてもらった、イチオシの“ご当地のお菓⼦”をご紹介し実際に⾷べるコーナー。

⑤　即興！胸キュンシアター
- リスナーの皆さんから送ってもらった「シチュエーション」「キャラクター」「ストーリー」を元に、即興で胸キュンドラマを演じてみよう！というコーナー。

⑥　教えて、つばきペディア
- リスナーの皆さんからの素朴な疑問・質問に答えていくコーナー。

⑦　クイズ！つばクショナリー
- 私たちの辞書には載っていない、難しい・知らなさそうな⾔葉、熟語や慣⽤句、業界⽤語や専⾨⽤語のクイズに挑戦して、⼼の辞書に記録していこうというコーナー。

⑧　ふつおた！読めるよ！
- ８が出たから、普通のおたより“ふつおた”が読めるよ！」というコーナー。

⑨　①～⑧のコーナーを自由に選択できる
⑩　みんな⼤好き？ モノマネタイム！　

## 備考
- 2024年4月18日の放送に石井泉羽が初出演した[4]。
- 2024年8月8日の放送に村田結生が初出演した[5]。
- 2024年8月22日の放送に土居楓奏が初出演した[6]。